# Anomphax
Anomphax is een geslacht van vlinders van de familie spanners (Geometridae), uit de onderfamilie Geometrinae.

## Soorten
- A. gnoma Butler, 1882
- A. virescentaria Maassen, 1890